# 翁山蘇姬
翁山蘇姬（發音：[ʔàʊɰ̃ sʰáɰ̃ sṵ tɕì] ⓘ；1945年6月19日—），缅甸政治人物及作家。曾任緬甸國務資政、總統府部長、外交部部長、教育部部長、電力能源部部長及人民院議員。在全國民主聯盟執政時期被視為緬甸實際上的最高領導人，即使官方地位位於總統之下。
翁山蘇姬是全國民主聯盟的創辦人之一。翁山蘇姬生于缅甸仰光，父親是被緬甸人民尊稱為國父的昂山將軍。
1990年其帶領全國民主聯盟贏得大選，但選舉結果被軍政府作廢。其後20年間她被軍政府斷斷續續軟禁於其寓所中長達15年，受各界人士與國際特赦組織持續援助，2010年11月13日緬甸大選後才獲釋。2013年3月10日在仰光舉行的全國民主聯盟第一次全國代表大會上當選主席一職。
1990年獲得萨哈罗夫奖，翌年獲得諾貝爾和平獎。2012年4月她成功当选緬甸國會人民院议员，并于5月2日正式上任。2012年9月獲美國國會頒發最高榮譽的國會金質獎章。2016年起她在緬甸政府任職時，因緬甸羅興亞人迫害事件受到國際社會批评。
2016年3月接任缅甸外交部、总统府事務部部长，並短暫兼任教育部、能源部部长。4月同時出任新設置的國務資政一職，被外界視為相當於緬甸總理的職務，成為實際上的领导人。
2021年2月1日清晨，她和其他政府高官在軍方政變中被拘留，她还被军方指控拥有违禁设备（对讲机）。12月6日，她被内比都泽布迪瑞法院裁定“煽动罪”和“违反防疫规定”罪名成立，判处4年监禁，后被国家管理委员会主席敏昂莱减为2年。2022年1月10日，軍事法庭宣判翁山蘇姬數項罪名成立，再追加判處4年有期徒刑；8月15日，昂山素季又被追加判處6年監禁；12月30日，她遭軍政府添罪，最終刑期增至33年。2023年8月1日，翁山蘇姬獲特赦減刑6年，并由监狱转移到首都内比都软禁，至此78岁的昂山素季剩余刑期为27年。

## 名諱
翁山蘇姬的名字由其家人姓名而来，“翁山（Aung San）”取自父亲之名，“蘇（Suu）”源于祖母之名，“姬（Kyi）”则取自她母亲杜钦季之名。她也常常被称为“杜翁山蘇姬（Daw Aung San Suu Kyi）”，“杜（Daw）”是缅甸语一种对年长女性的敬称，即“女士”之意。

## 生平

### 早年
1945年6月19日，翁山蘇姬于仰光出生。1947年，她父親翁山將軍為緬甸獨立與英国谈判，同年被政敵暗杀。1960年，15歲的翁山蘇姬隨出任印度大使的母親前往印度。1964年，在印度中學畢業後入英國牛津大学圣休学院，獲得文學學士學位，主修經濟、哲學與政治，並在此認識了她的丈夫迈克·阿里斯。兩人在1972年結婚，婚後育有两个兒子。翁山蘇姬之後在伦敦大学的亚非学院修畢博士課程。

### 政治生涯

1988年8月26日，昂山素季（左话筒）在仰光大金寺西大门向上万参加8888民主運動的群众发表演讲

1988年，為照顾生病的母親，翁山蘇姬返回缅甸。同年緬甸發生「8888民主運動」，长期执政的軍政府緬甸社會主義綱領黨领袖吴奈温将军下台，但是爭取民主的示威群眾最終遭到軍隊血腥镇压。新的军政府随後掌权。
1988年3月，当昂山素姬匆匆告别丈夫与两个儿子，回到仰光照顾因中风病危的母亲时，正值缅甸人民发起反抗军政权的游行示威，遭到军队和警察的残酷镇压，共有两百多名无辜民众死难，举国弥漫着恐怖气氛。很多受害者、激进分子和退役高级军官，要求她出来领导民主运动。受到圣雄甘地的非暴力理论影响，翁山蘇姬开始参与政治，并致力於推行民主制度。
1988年8月26日，仰光近百万群众在雪德宮大金塔西门外广场集会，昂山素姬第一次面对这么多的民众发表演说。在她首次公开发表重要演讲的前夕，政府散播有关要刺杀她的谣言，但她並不受威脅所影響。“我不能对祖国所发生的一切视若无睹。”在集会上，她慷慨激昂的演說，令在场的民众印象深刻。她表示，她其實并不喜欢政治，只想当作家，“但是，我参加了，就不能半途而废。”
昂山素姬認為不能采取以暴制暴的方法来解决国内的危机，因為这种方法表面上看最有效果，实际上却让自己堕落为与军政权同样的地步。在《自由》一书中，昂山素姬指出：“一些人改变是因为他们别无选择。当南非的旧政府、拉丁美洲的军事专政进行独裁统治发生变化的时候，他们认识到这些变化不可避免，这是他们所能选择的最好道路。我所表达的真正改变是通过理解、同情、正义、爱心后的内在变化。”
1988年9月27日，昂山素姬组建了全国民主联盟，并出任主席和总书记。民盟很快发展壮大，成为全缅最大的反对党。1989年7月20日，军政府以煽动骚乱为罪名將昂山素姬施以软禁，以阻止她參與1990年的大選及進行選舉宣傳。在此後20年她一直拒绝将她驱逐出境而获自由的条件。

### 獲諾貝爾和平獎
在巨大的國際壓力下，军政府被迫於1990年举行了大选，當時在翁山蘇姬被軟禁的情況下，翁山蘇姬領導的全國民主聯盟取得了絕對優勢，贏得58.2%選票及492席中的392席，獲近八成的國會席次。在正常情況下，她理应成為緬甸的總理，與軍方分享權力。但選舉结果被軍方作廢，并宣布全民盟为非法组织，軍人拒绝交出政權，继续监禁昂山素姬。當時由军方组建的“恢复国家法律和秩序委员会”掌握政权，后来又将其改名为“国家和平与发展委员会”。军方的行为引發國際上猛烈的批評。同年翁山蘇姬獲沙卡洛夫奖。
1991年，正被軟禁的昂山素姬获得了诺贝尔和平奖，但无法亲自前往挪威领奖，只好让儿子代替自己发表了答词。这份答词中引述了昂山素姬的名言：“在缅甸追求民主，是一国民作为世界大家庭中自由与平等的成员，过一种充实全面、富有意义的生活的斗争。它是永不停止的人类努力的一部分，以此证明人的精神能够超越他自然属性的瑕疵。”她将诺贝尔和平奖的130万美元奖金交付信托，用于缅甸人民的健康与教育。对于昂山素姬无法亲自前来受奖，諾貝爾委員會主席弗兰西斯·塞耶斯泰德回顾历史上与之相同命运的其他三位获奖者：德国的卡尔·冯·奥西埃茨基、苏联的沙卡洛夫和波兰的瓦文萨。卡尔·冯·奥西埃茨基是反抗纳粹暴政的英雄，他的获奖被视为诺贝尔和平奖在人权方面最早的授奖。然而，这个巨大的荣誉并没有改变其悲惨的遭遇：他死在了希特勒的集中营中。但是，沙卡洛夫和瓦文萨看到了他们斗争的胜利，看到了他们的祖国终于获得了自由和民主。因此，弗兰西斯·塞耶斯泰德发出了他美好的祝愿：“我们希望昂山素姬也看到她的斗争戴上胜利的花冠。”
1994年10月21日，联合国下属有关机构在菲律宾召开“文化与经济发展关系”国际研讨会，被缅甸军政府软禁的翁山蘇姬寄去一篇论文，由前菲律宾总统阿基诺夫人在会上代为宣读。文章尖锐地驳斥关于发展中国家“应该经济先走，民主缓行”的观点；指责许多当权者不分青红皂白，将民主运动与要求落实人权问题一概说成是受西方意识形态影响而加以否定；呼吁联合国重视和支持发展中国家特别是贫穷落后国家的民主运动和人权问题。这篇演讲也在整个亚太地区造成了很大的轰动效应。
1995年7月间，翁山蘇姬被释放，但軍政府不容許她離開仰光到各地演講，並一直受到軍政府監視。1997年，其丈夫迈克·阿里斯发现患上前列腺癌，並已属晚期。一些国家和组织，包括美国政府，联合国秘书长科菲·安南和教宗约翰·保罗二世，呼吁缅甸当局允许阿里斯的赴缅签证。後來缅甸当局拒绝向他发放签证，理由是他们没有足够的设施去照顾他，并敦促昂山素姬离开缅甸去探望他。昂山素姬当时只是被暂时软禁，但不愿离开，她担心自己一旦赴英国探望家人，就很有可能永远不能再次回到缅甸，她不相信军政府对她作出可以回缅甸的承诺。不过她明白如果选择留下，可能就再也没有机会与她的丈夫见面。1999年3月27日，阿里斯在自己53岁生日的那天在英国牛津去世。1989年被軟禁後，阿里斯与昂山素姬总共只见过5次面，最後一次是1995年的圣诞节當天。

### 數度軟禁

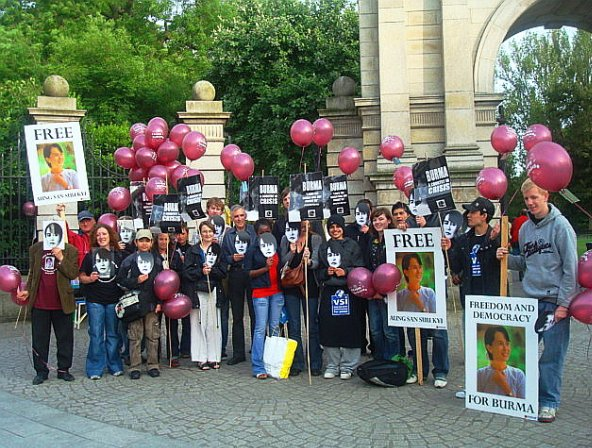
2009年，愛爾蘭都柏林舉行慶祝翁山蘇姬64歲誕辰的活動。

翁山蘇姬1995年被释放后，被多次阻止離開仰光會見她的政黨支持者，並在2000年9月再度被软禁。直到2002年5月6日，她在一次建立在互信基礎上，由聯合國主持的秘密協商后被釋放。政府發言人聲稱，她是因「我們相信我們可以彼此信任」而重獲自由。翁山蘇姬随後也表示這是「國家新的黎明」。
然而在2003年5月30日，翁山蘇姬再次於仰光遭到关押及軟禁，马来西亚首相马哈迪·莫哈末严厉谴责了此事。同年9月，翁山蘇姬經歷了一次婦科手术。2004年3月2日，在聯合國缅甸事务特使伊斯梅尔的看望下，翁山蘇姬与缅甸总理钦纽举行了会谈。钦纽其後因主張軍政府與翁山蘇姬分權被免職。
根据缅甸的法律，逮捕令只允許最多延長五年；2008年5月起已超過五年的拘留期，但她仍然没被釋放。2009年3月，联合国任意拘留问题工作组批评缅甸对翁山蘇姬的拘留已经违背了他自己的法律，并要求立即释放翁山蘇姬。同年5月初，一名美國男子耶托游泳潛入翁山蘇姬仰光湖畔住所，該男子在離開時被軍政府發現。對此，軍政府指控翁山蘇姬違反軟禁令。2009年8月11日，緬甸法庭裁定翁山蘇姬非法收留美國人罪名成立，再延長18個月軟禁。
2010年10月27日晚，缅甸外交部長在河内舉行的东盟外長晚餐会上称昂山素季將於11月13日釋放。11月13日，缅甸军政府将软禁数年的翁山蘇姬释放。

### 進入议会和內閣

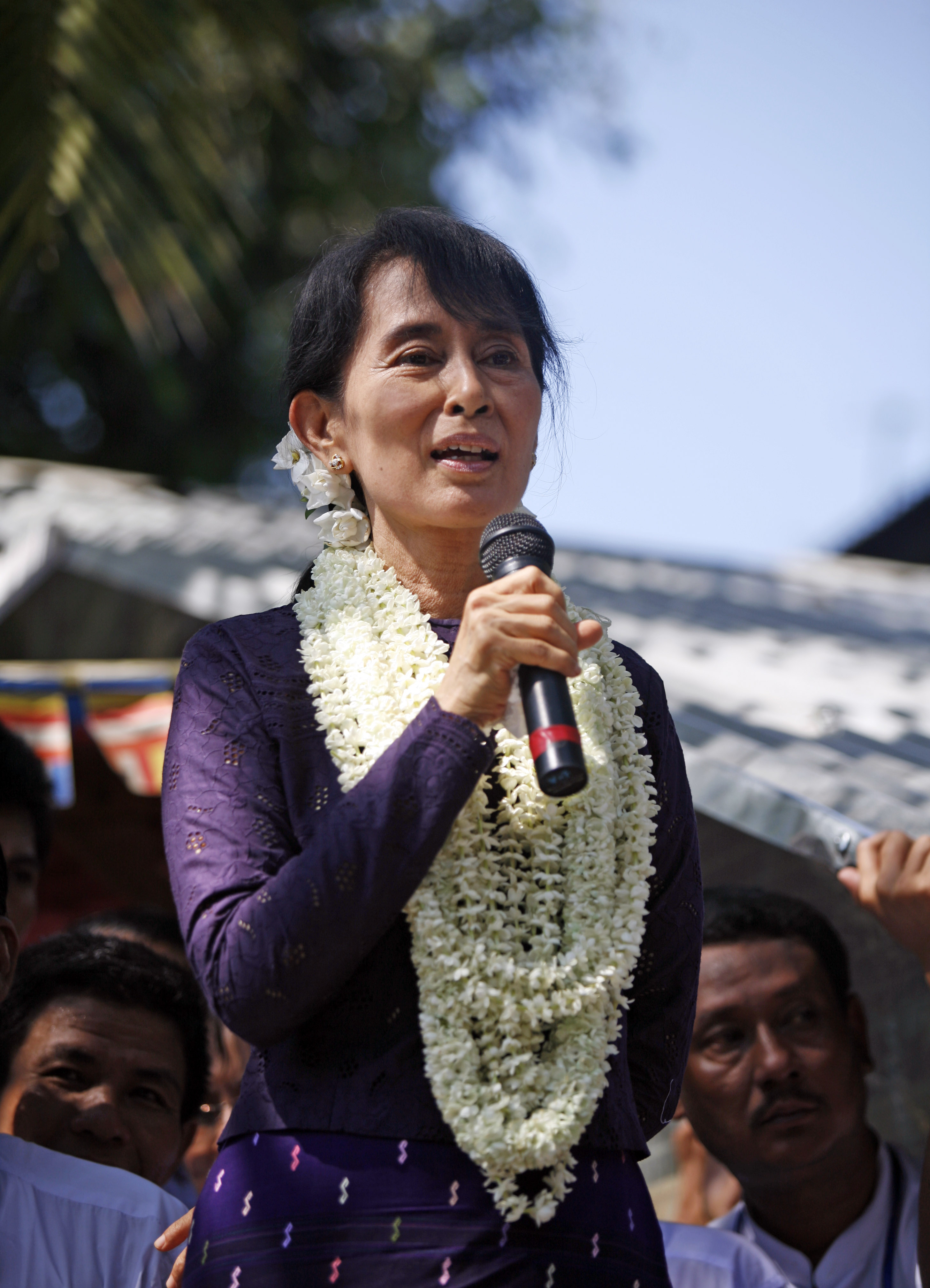
2011年11月17日，翁山蘇姬在仰光為緬甸聯邦議會補選展開競選活動。

11月中旬，翁山表示她和她领导的反對黨全国民主联盟将参加缅甸聯邦议会补选。
2011年12月初，她与到访缅甸的美国国务卿希拉里·克林頓初次会面。希拉里把巴拉克·奥巴马總統的一封亲笔信交给了翁山，奥巴马在信中感谢她的斗争激励了全世界的人，美国会永远支持她；希拉里也赞赏和支持翁山的民主斗争。翁山则非常感谢美国对缅甸民主改革事业的支持，两人一致同意继续共同推进缅甸的民主进程。
2012年1月18日，翁山到仰光区选举局登记报名，以竞选角逐靠近仰光的高穆镇区村选区的人民院（下議院）议席，同年2月6日其参选资格获得选举委员会批准。议会补选将于4月1日举行，人民院共有440个席位，与前军政府有关的党派占据了其中的绝大多数，这次补选的只有48个席位。
2012年1月底，她在24年來首次离开仰光到海滨城市土瓦等城市，首次正式为本党党员展开竞选活动，所到之处皆受到民众的热烈欢迎和支持。
2月11日，她到她所参选的高穆（Kawhmu）村展开竞选活动。3月8日，她向记者表示此次补选可能会出现舞弊行为，因为官方公布的选民中竟有死人的名字。
3月14日，她首次获得当局批准在国营电视台发表了题为「免于恐惧的自由」的15分钟的讲话（这段演讲事前被当局刪除了抨击前军政府的内容），讲话中她呼吁政府赋予人民更多自由并实施进一步的民主改革：呼吁当局废除所有压制人民自由的法律，制订和实施保护人民的法律；减少政治对司法的干预；痛批前军政府在2008年制定的新宪法。
緬甸在2012年4月1日舉行國會補選投票，翁山蘇姬所領導的全國民主聯盟獲得壓倒性勝利，拿下45席中的43个席位（緬甸國會兩院席次合共664席）；此次選舉，緬甸首次開放了國際選舉觀察團體進入緬甸觀察，並傳出選舉過程發生舞弊情形，包括投票權人名單中出現過世者或不具備投票權的兒童姓名，有些具備合法投票權的人名字卻不在名單中而無法領取選票。而全國民主聯盟表示，部分選票上該聯盟候選人的欄位出現遭燭蠟塗抹，意圖使投票人無法圈選的情形。
4月1日晚，缅甸全国民主联盟党在其总部公布，在当天举行的缅甸议会补选中，昂山素季成功当选缅甸议会议员。5月2日，她于内比都的国会下议院正式宣誓成为议员。
5月29日晚，她飞抵曼谷对泰国展开访问。这是她于1988年4月返回缅甸后24年来首次踏出国门的历史性旅程。
6月16日，她在挪威首都奥斯陆参加为她举办的诺贝尔和平奖（1991年度）颁奖仪式，她说：“诺贝尔奖让国际社会认识到缅甸对民主与人权的追求，我们并不会被世界所遗忘。”
7月9日，她首次以国会议员身份出现在国会议事厅里，国会会期在上星期开始。8月7日，她被委任为国会的“法治与和谐委员会”主席，委员会由15名议员组成，其中至少5人来自克钦邦和若开邦等种族冲突严重的地区。委员会的主要任务是结束种族暴乱。

2012年9月19日，翁山蘇姬在白宮與美國總統巴拉克·奧巴馬見面。

9月16日，她开始对美国展开为期三周的访问，她会见了总统贝拉克·奥巴马，接受美国国会授予的最高荣誉——“金质奖章”（美国国会于2008年表决通过颁发奖章给她）等多个奖章，发表多场演讲，并会见移居当地的缅甸人。
翁山蘇姬離美前於10月2日在洛杉磯向數千名支持者發表公開演說。當被問到緬甸期盼的民主典範時，翁山蘇姬說緬甸從許多地方有太多東西可以學習，不只是像南韓、臺灣、蒙古和印尼等亞洲國家及地区，還有在1980到1990年代從共產黨結束一黨制轉型為民主政治的東歐國家、以及從軍政府進行轉型的拉丁美洲國家；此外，當然也不能忘記南非，因為它雖非軍事政權，但確實是個獨裁政權。
2012年11月19日，美國總統奧巴馬連任後首次抵達緬甸訪問，與緬甸總統登盛會晤後，奧巴馬面見了緬甸全國民主聯盟領導人翁山蘇姬。
2013年3月10日，她在仰光举办的首次全国民主联盟党大会上，获得一致推选连任党主席。
2013年12月15日，昂山素季在一次支持者集会上宣称，如果国会不修改缅甸宪法中关于总统家人不得拥有外国籍的规定，她所在的政党将抵制2015年缅甸大选。昂山素季的亡夫是英国人，两个儿子均持有英国国籍。
2015年6月10日至14日，接受中共中央对外联络部邀请的昂山素季率领全国民盟代表团进行了首次访华之旅。中华人民共和国政府对昂山素季的示好也被认为是针对2015年果敢军事冲突向缅甸政府的施压举动。她到访了北京、上海和云南三地，并会见了中共中央总书记习近平、中共上海市委书记韩正和中共云南省委书记李纪恒。据有关消息，她曾向习近平表示她個人對諾貝爾和平獎獲得者劉曉波的情況表示關注，習近平並沒有正面回應此問題。她私下也對中华人民共和国当局對媒體和輿論高度的控制力表示驚訝，因为她發現自己此程除了中方有限的個別媒體跟訪，全程沒有一家西方媒體跟隨。
2015年6月25日，緬甸國會經過3天的討論，由于军方议员的反对，修憲案被否決，昂山素季將無法參選2015年11月举行的總統选举，总统登盛领导的联邦巩固与发展党和昂山素季领导的全国民主联盟均支持修宪。表决结束后，昂山素季对媒体称她对表决结果不感到意外，不会把无法参加总统大选视作失败，并呼吁支持者不要气馁、坚持推动国家变革。
2015年11月8日，昂山素季所在的全國民主聯盟稱獲得90%的選票並贏得大選，隨後親軍方的執政黨承認敗選。2016年3月底进入政府内阁担任缅甸外交部部长和总统府事务部长。

### 2016-2021：緬甸國務資政兼外长

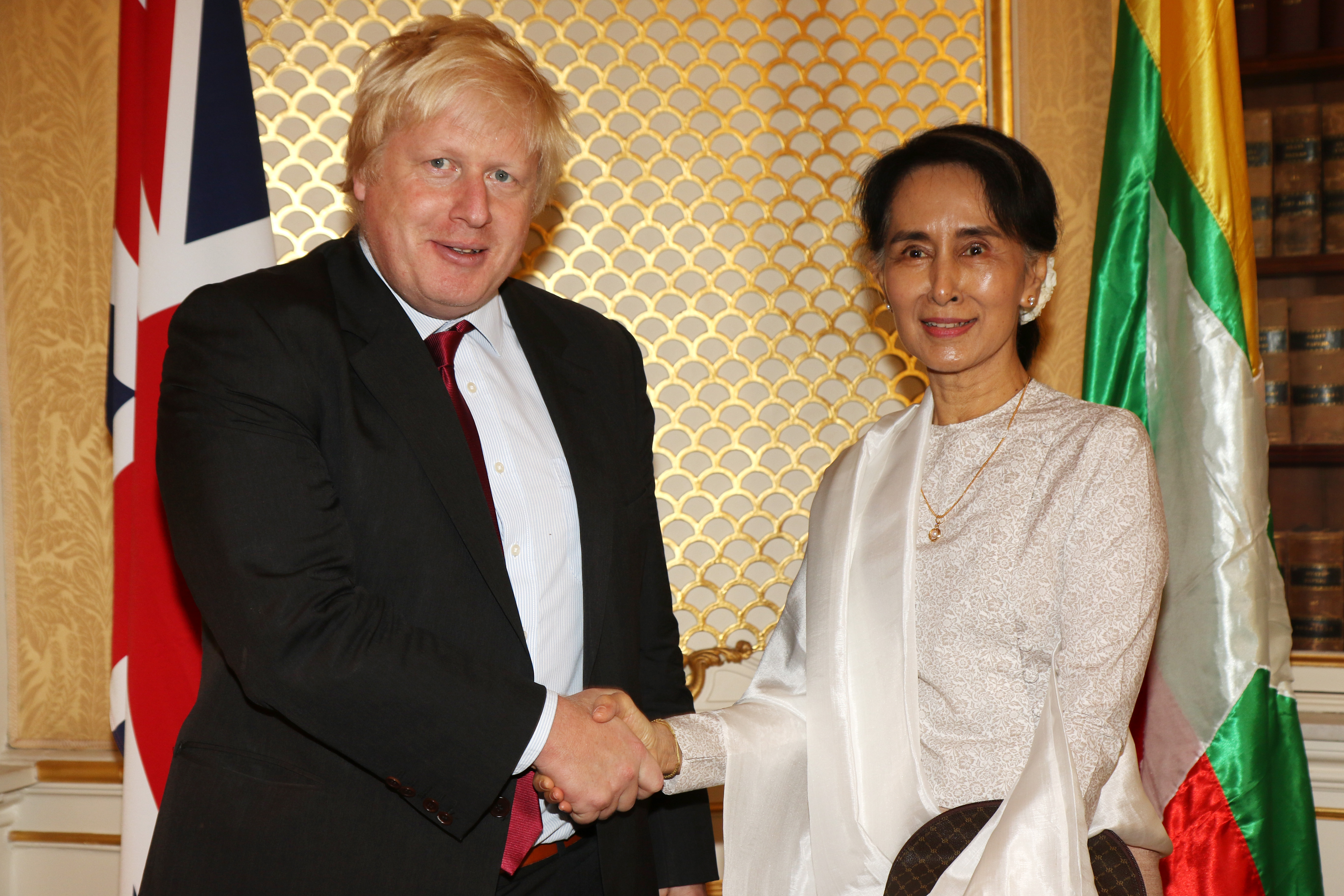
2016年9月12日，昂山素姬與英國外交大臣鮑里斯·約翰遜會面。

2016年4月起，昂山素季被任命為国务资政。8月，应中華人民共和国国务院总理李克强的邀请访问中国大陸。9月中旬，访问美国，与奥巴马总统在白宫会晤，她要求美国国会解除对缅甸的所有制裁，美国總統奥巴马宣布解除长期以来对缅甸实施的贸易禁运。
2018年1月，緬甸國務資政昂山素姬在仰光的住宅，被人投擲汽油彈，事發時昂山素姬不在屋內，損毀輕微。緬甸警方事後派出大批人員到場，在屋外設置鐵馬，又派出警員把守。昂山素姬在野的年代，便是被軟禁在這所位於湖畔的住宅內，外面是軍警駐守，阻止他人接近昂山素姬。

### 2021：遭军方拘留和审判
2021年2月1日清晨，由于军方对2020年緬甸議會選舉结果不满，她和其他政府高官在2021年緬甸政變中被拘留，她随即被指控犯有多项腐败罪名。12月6日上午，缅甸内比都泽布迪瑞法院以缅甸《刑法》第505条b款裁定昂山素季“煽动罪”罪名成立，判处其4年监禁，隨後緬甸軍政府宣布减刑两年。昂山素季也面临被控非法进口和持有对讲机，这是缅甸政府对她提出的第二次指控。2022年1月10日，缅甸法院再次以拥有进口对讲机等罪名為由判处昂山素季4年监禁。1月15日，緬甸政府再次對她與前總統温敏提出5项新的贪污指控，罪名是涉嫌任內滥用政府资金租用一架直升机，造成資源損失。8月15日，昂山素季又被判處6年監禁。9月2日，内比都监狱特别法庭裁定昂山素季和温敏犯选举舞弊罪，各处3年监禁。9月28日，緬甸法院再度以違反緬甸的保密法為由判處昂山素姬三年監禁。10月12日，再被裁定两项腐败罪名成立，每项罪名监禁3年，同时执行。12月30日，軍政府又以5項貪汙罪再判她7年徒刑，累計總刑期達33年。至此，她遭起訴案件已全數判決結束。

### 2023：獲軍方局部特赦、由監禁改為軟禁
2023年7月，據傳昂山素季從監獄轉移到首都奈比都一棟屬於政府的宅邸内軟禁。8月1日，緬甸軍政府以佛教節日為由宣布特赦超過7,000名囚犯，當中包括赦免昂山素姬所判罪成的19項控罪其中5項，33年刑期獲減免6年至27年，但持續被拘禁。昂山素姬獲赦免的都是輕罪，包括違反防疫限制。緬甸反對派批評軍政府只是在耍政治把戲，目的是紓減外界壓力。緬甸獨立專家馬西森（David Mathieson）稱，局部特赦只是軍方的虛偽做法，指針對昂山素姬的所有指控都是荒謬，33年刑期減少6年並不是寬仁。
同年9月，昂山素季的兒子Kim Aris向BBC表示，其母親健康狀況不佳，但仍被拒醫療護理，指昂山素季一直嘔吐，忍受嚴重頭暈，並有牙齦疾病。他又向路透社表示，他非常擔心其母親的健康，無法與她溝通，指當局不提供護理包給昂山素季，昂山素季不被允許接觸她的法律顧問和訪客，稱基本上是一種單獨監禁。全國民主聯盟表示，其格外擔心她目前沒有得到適當的醫療照護，以及沒有充分提供她健康的食物和住所。
2024年4月，缅甸军政府称昂山素季从监禁转为监视居住。

## 獎項
- 1991年12月10日，獲得諾貝爾和平獎。當天是由她的兩個兒子亞歷山大和金（兩人皆擁有英國籍）代領，直到2012年6月16日，昂山素姬才於奧斯陸市政廳發表獲獎演說。
- 2007年，加拿大政府授予榮譽公民的頭銜給昂山素姬[71]，當時她是世界上第四位獲得該榮譽的人士[72]。
- 2000年，意大利博洛尼亞市政府授予榮譽公民的頭銜給昂山素姬；在2008年博洛尼亞大學亦頒予哲學博士的學位，惟其一直受軟禁，直到2013年10月30日萬聖節前夕，才正式領取。[73][74]
- 2012年3月15日，香港大学颁予名誉法学博士給昂山素姬，以表彰她以非暴力的方式争取民主和人权的贡献，不過她並沒有到香港出席頒授儀式，但有錄像講話。11月20日，香港大學校長徐立之至當時的緬甸首都內比都，為昂山素姬舉行簡單而隆重的儀式，完成港大給予昂山素姬名譽博士學位的頒授程序[75]。
- 2012年6月20日，在英国牛津大学博德利圖書館，缅甸反对派领导人昂山素姬接受了牛津大学所授予的荣誉博士学位[76]。
- 2013年10月30日萬聖節前夕，意大利博洛尼亞市政府授予的榮譽市民給昂山素姬；同日，當地的博洛尼亚大学亦頒發哲學博士荣誉給她[74][73]。
- 2013年11月，澳大利亚莫纳什大學、澳大利亚国立大学、悉尼大学、悉尼科技大学等四所澳大利亞大學分別授予荣誉学位給昂山素姬。

## 軼聞
2010年11月16日，美國《時代雜誌》將她列名在「史上十大政治犯」首位，其他依次是劉曉波（中國）、曼德拉（南非）、甘地（印度）、马丁·路德·金（美國）、萨哈罗夫（蘇聯）、哈維爾（捷克斯洛伐克）、甘吉（伊朗）、阿基諾二世（菲律賓）和胡志明（越南）。

## 爭議與指控

### 2017年羅興亞難民危機

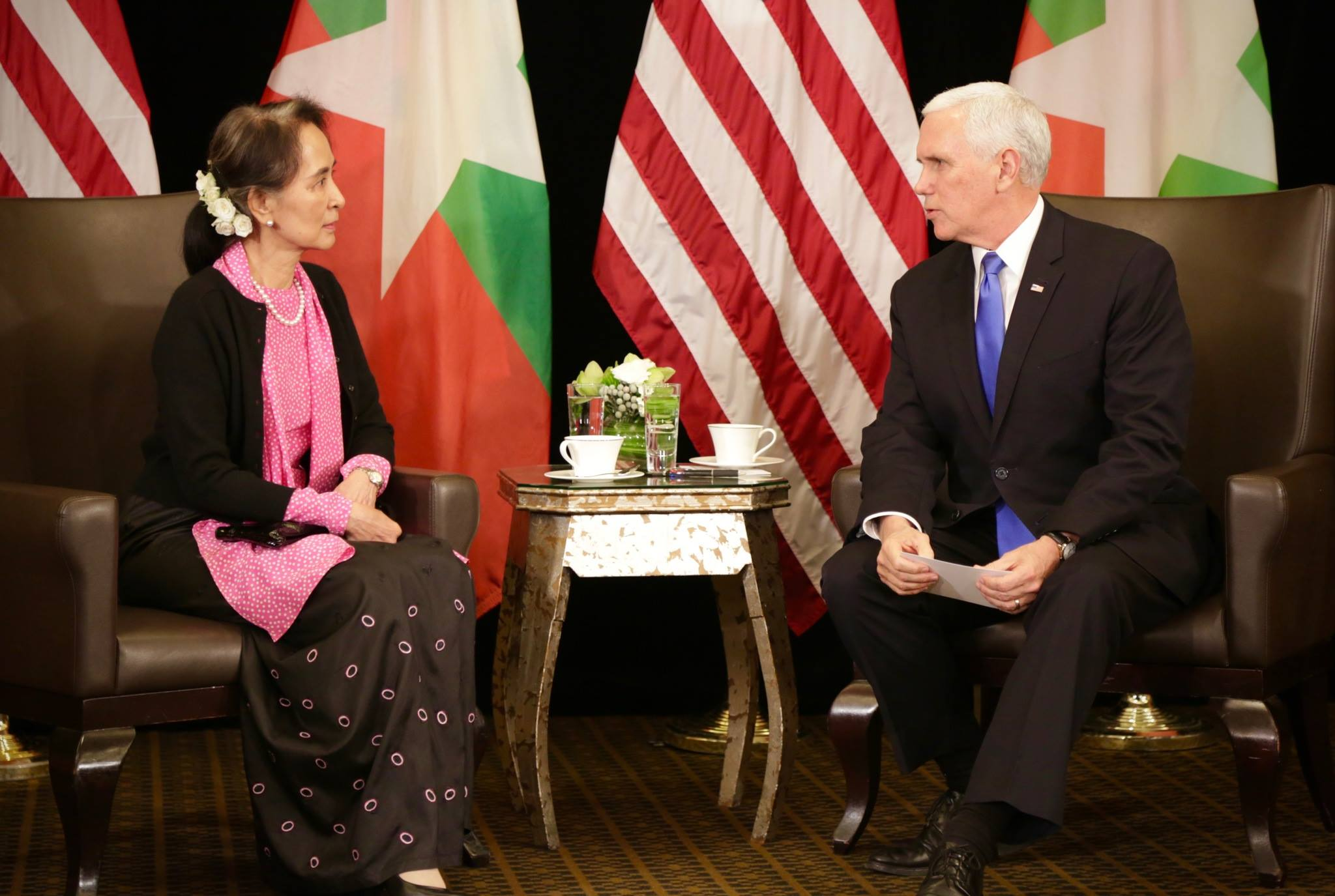
2018年11月14日，美國副總統邁克·彭斯在東盟峰會上會晤昂山素姬，促請對方解決羅興亞難民問題。

聯合國於2016年10月指責緬甸政府和軍方以殺害、強姦、洗劫及放火燒屋等不人道手段，對緬甸境內的穆斯林少數族裔羅興亞人進行種族清洗。翁山素姬對於緬甸穆斯林少數族裔羅興亞人遭遇激進派佛教徒及政客迫害的議題被質疑傾向避重就輕，並傳出她疑似有一些對穆斯林不太友善的言論。2016年10月，緬甸政府以羅興亞人糾眾攻擊邊境檢查站為名，派遣軍隊至若開邦，與當地武裝發生交火，連日衝突導致86人死亡，逾3萬人逃離家園，逾2千人湧入鄰國孟加拉。然而翁山蘇姬一直保持沉默，只在同月訪日本時表示會調查衝突起因，但並未譴責軍隊的行動。西方國家開始質疑實際上掌權的翁山蘇姬是否能妥善處理。翁山蘇姬不滿批評，隔天稱：「我們的國家沒有受到公平對待」。
部分緬甸民眾認為西方媒體故意忽略歷史糾葛的國際宣傳是別有用心。全民盟發言人吳年溫表態緬甸政府在短時間內很難改變對待孟加拉穆斯林（罗兴亚人）的政策。2016年12月，11位諾貝爾和平獎得主發出公開信，敦促聯合國採取行動消除緬甸政府鎮壓羅興亞人造成的人道危機；公開信同時譴責昂山蘇姬，作為諾貝爾和平獎得獎者及緬甸政府的實際領導人，卻沒有採取行動保護被迫害的羅興亞人。
2017年8月下旬，種族衝突加劇，緬甸軍方被指進行屠殺，造成包括兒童在內超過400人喪生，並令數以十萬人流離失所。2017年9月4日，諾貝爾和平獎的年輕得主馬拉拉發出聲明，譴責昂山蘇姬“不應對緬甸境內發生的種族清洗暴行袖手旁觀”，要求昂山蘇姬譴責緬甸軍方的暴行。截至9月初已有逾12万名罗兴亚族人逃亡国外。昂山素姬9月6日的公開回应未有点名提及保护罗兴亚人、亦未以只字回应大批罗兴亚人流亡国外。網路有逾34万人参与一项联署，要求诺贝尔委员会褫夺昂山素姬的和平奖。
2017年9月19日，翁山蘇姬指出，衝突橫掃緬甸若開邦，各方都遭遇苦難，她稱絕大多數的羅興亞村落並沒有被暴力影響，緬甸軍方被指示「嚴格遵守行為準則」且「行事自制」，8月25日以來約41萬羅興亞人被迫逃離緬甸後，她的政府正與孟加拉合作商討如何加強邊境安全，她亦表示不了解為什麼這麼多年輕穆斯林必須逃離並越境進入孟加拉，緬甸不是一個區分宗教或種族的國家，隨時準備接受羅興亞人返回家園。
2017年11月23日，緬甸和孟加拉簽訂合作備忘錄（MOU），將允許流落孟加拉的數十萬名羅興亚人返回緬甸。2018年8月27日，联合国人权理事会建立的缅甸独立事实调查团发布调查报告，谴责昂山素季未能制止暴力行动，指其沒運用職權和道德聲望遏止仇恨言論在國內散播，任由軍隊在若開邦、克欽邦和撣邦肆意行動，對當局銷毀檔記錄坐視不理，為此要負部份責任。
2019年11月11日，冈比亚政府代表伊斯兰合作组织（OIC）在国际法院对缅甸涉嫌种族灭绝罪行提起诉讼，于12月11日至12日的举行听证会。12月10日，昂山素季亲自率领法律团队前往荷兰国际法院，为缅甸对罗兴亚人进行种族灭绝指控辩护，此举让她成为首位带团在国际法院进行抗辩的领袖。2020年4月，马来西亚前首相马哈迪·莫哈末谴责缅甸压迫罗兴亚人的行为，指缅甸政府和昂山素季应为压迫的罗兴亚行为受谴责。
2017年10月3日，英國牛津市議會一致通過將1997年頒發給緬甸民權運動領袖翁山蘇姬的牛津自由獎（Freedom of Oxford）撤銷 。根據英国广播公司報導， 牛津市議會曾致函翁山蘇姬，請她「盡一切可能阻止她國家發生的種族清洗」而未獲回應。議員一致表決通過各黨共同提出的動議，指翁山蘇姬「不再適合」持有該獎，並於11月27日再度召開特別會議，正式撤銷頒給翁山蘇姬的榮譽。2017年12月14日，愛爾蘭都柏林市議會大比數通過撤回昂山素姬的都柏林自由獎。這獎項是在1999年頒給她的，以表揚當時仍是緬甸反對派領袖的她和平推動民主進程的努力。此外，其被陆续剥夺了英国公共服务业总工会荣誉会员、牛津市荣誉市民、美国大屠杀纪念馆埃利·威塞尔人权奖、爱丁堡市荣誉市民、加拿大荣誉公民和国际特赦组织良心大使奖等荣誉。

### 言論自由限制
緬甸《電信通訊法》為在2013年登盛總統任內通過的法案。該法原為促進外國投資而制定，然而根據緬甸警方的記錄，因在臉書詆毀現任政府、國家領導人和公共事務而被起訴的案件持續增加，起訴依據都是同一法條：《電信通訊法》第66條d款「任何使用電信通訊網絡勒索、脅迫，不當限制、詆毀、干預他人，造成不當影響或威脅者，處三年以下有期徒刑或併課罰金。」但對於所謂「不當影響或威脅」，並沒有公認的定義或進一步的解釋。全民盟政府執政後，不只是臉書，就連書信也逃不過該法的涵蓋範圍，也有許多不是依照該法而起訴的類似案例。2017年7月6日，翁山蘇姬表態立法機關正考慮修訂這項特定法律。
緬甸獨立媒體《伊洛瓦底》（The Irrawaddy）記者因報導東北部撣邦的「德昂民族解放軍」為響應聯合國國際禁毒日而焚毀毒品的行動，被以違反「非法組織法」（Unlawful Associations Act）起訴，恐面臨3年徒刑。
2018年9月4日，路透社記者瓦隆與吳覺梭因報導緬甸政府軍在2017年9月2日屠殺、性侵若開邦內的印丁村居民，被判處七年有期徒刑，世界各國強烈譴責記者不應因言論遭受迫害。翁山蘇姬則回應兩位記者並非因為言論自由遭到判刑，而是違反了「國家秘密法」。使外界質疑翁山蘇姬正用國家秘密法箝制言論自由。

## 健康問題
2003年9月，軟禁中的昂山素姬曾因为婦科問題在仰光亞洲皇家醫院做過手術。2013年，她因爲足疾動過小手術，2016年4月她又動過眼部手術。昂山素姬的醫生錫繆運稱她無嚴重健康問題，但她的體重只有48公斤，且患有低血壓，很容易感到身體虛弱無力。

## 著作
《昂山素季自传》（Freedom from Fear）免于恐惧的自由，
- 序言作者是昂山素季的丈夫、牛津大学历史学教授迈克•阿里斯。阿里斯回忆了昂山素季作为妻子、母亲、以及政治家投身缅甸民主事业的波澜壮阔的经历。

## 流行文化
- ：2011年電影，法国导演執導的英法合拍電影，由楊紫瓊飾演翁山蘇姬；
- 《远东之旅》：1995年电影，片中以缅甸1988年昂山素姬非暴力抗议为背景；
- 《Unplayed Pianos》：Damien Rice與2005年發佈的為昂山素季60歲生日創作的歌曲，希望以此向世界得到釋放昂山素季的支持聲音。

### 引用
1. ↑  . . 2013-01-27  [2014-01-18]. BBC Radio 4. （原始内容存档于2019-06-20）.
2. 1 2  . 文汇报. 2013-03-11. （原始内容存档于2016-04-14） （中文（中国大陆））.
3. 1 2  . 网易. 2012-05-02. （原始内容存档于2012-05-05）.
4. ↑  . 新华社. 2016-03-30. （原始内容存档于2016-03-30）.
5. ↑  . 自由時報. 2016-04-04. （原始内容存档于2016-04-04）.
6. ↑  . 國際日報. 2016-04-07. （原始内容存档于2016-04-23） （中文（繁體））.
7. ↑  . 自由時報. 2016-04-07. （原始内容存档于2016-04-08）.
8. ↑  . 凤凰卫视. 2016-04-02. （原始内容存档于2016-04-06） （中文（中国大陆））.
9. 1 2  Beech, Hannah. . The New York Times. 2021-01-31  [2021-02-01]. ISSN 0362-4331. （原始内容存档于2021-01-31） （美国英语）.
10. ↑  . 中央社. 2021-02-01  [2021-02-01]. （原始内容存档于2021-02-01）.
11. 1 2  . BBC. 2021-12-06. （原始内容存档于2021-12-06） （英国英语）.
12. 1 2  . 新华社. 2021-12-07  [2021-12-06]. （原始内容存档于2021-12-06）.
13. 1 2  . 中央社. 2022-01-10. （原始内容存档于2022-01-16）.
14. 1 2  .   [2022-08-16]. （原始内容存档于2022-11-09）.
15. 1 2  . 中央社. 2022-12-30  [2022-12-30]. （原始内容存档于2022-12-31）.
16. 1 2  . 明報. 2023-08-02  [2023-08-02]. （原始内容存档于2023-08-03）.
17. ↑  Aung San Suu Kyi – Biography （页面存档备份，存于）. Nobel Prize Foundation.
18. ↑  . 缅甸政府.   [2007-09-24]. （原始内容存档于2007年10月26日）.
19. ↑  A biography of Aung San Suu Kyi. Burma Campaign.co.uk. Retrieved 7 May 2009.[永久]
20. ↑  . National League for Democracy.   [2011-09-26]. （原始内容存档于2013年6月18日）. (Note: The date is in the "description" meta element of the web page and can be verified by viewing the page HTML code)
21. ↑  Aung San Suu Kyi should lead Burma （页面存档备份，存于）, Pravda Online. 25 September 2007
22. ↑  The Next United Nations Secretary-General: Time for a Woman （页面存档备份，存于）. Equality Now.org. November 2005.
23. ↑  MPs to Suu Kyi: You are the real PM of Burma （页面存档备份，存于）. The Times of India. 13 June 2007
24. ↑  Walsh, John. (February 2006). Letters from Burma （页面存档备份，存于）. Shinawatra International University.
25. ↑  Nobel Committee press release （页面存档备份，存于）.
26. ↑  Suu Kyi rejects UK visit offer （页面存档备份，存于）. BBC News. 26 March 1999.
27. ↑  . BBC. 1999-03-27  [2012-05-03]. （原始内容存档于2007-08-25）.
28. ↑  . 《星洲日报》. 2003年7月21日. （原始内容存档于2022年10月24日）.
29. ↑  . chinaelections.org.   [2010-11-14]. （原始内容存档于2011-07-15）.
30. ↑  David Batty. . 卫报. 2010年11月13日  [2010年11月13日]. （原始内容存档于2010年11月15日） （英语）.
31. ↑  . 联合早报. 2011-12-03. （原始内容存档于2011-12-03）.
32. ↑  . 联合早报. 2012-02-07. （原始内容存档于2012-02-07）.
33. ↑  . 联合早报. 2012-01-19. （原始内容存档于2012-01-19）.
34. ↑  . 联合早报. 2012-01-30. （原始内容存档于2012-01-30）.
35. ↑  . 联合早报. 2012-02-12. （原始内容存档于2012-02-13）.
36. ↑  . 联合早报. 2012-03-09. （原始内容存档于2012-03-09）.
37. ↑  . 联合早报. 2012-03-11. （原始内容存档于2012-03-11）.
38. ↑  . 联合早报. 2012-03-16. （原始内容存档于2012-03-16）.
39. ↑  . 财新网. 2012-04-02  [2012-04-02]. （原始内容存档于2012-04-16）.
40. ↑  . 联合早报. 2012-05-30. （原始内容存档于2012-06-01）.
41. ↑  Kyi, Aung San Suu. .   [2012-06-17]. （原始内容存档于2012-06-17）.
42. ↑  Erlanger, Steven. . New York Times.   [2012-06-16]. （原始内容存档于2012-06-17）.
43. ↑  . 联合早报. 2012-07-10. （原始内容存档于2012-07-10）.
44. ↑  . 联合早报. 2012-08-08. （原始内容存档于2012-08-08）.
45. ↑  . 联合早报. 2012-09-17.
46. ↑  . 联合早报. 2012-09-24.
47. ↑  結束訪美前夕 翁山蘇姬向民主轉型典範致敬 Archive.today的存檔，存档日期2012-12-22, 中央廣播電臺 Radio Taiwan International, 2012/10/3
48. ↑  Myanmar's Suu Kyi ends US trip, hailing democracy Archive.today的存檔，存档日期2013-01-24, AFP, Oct 3, 2012
49. ↑  . 新京报. 2012-11-20. （原始内容存档于2012-11-29）.
50. ↑  . 联合早报. 2013-03-11.
51. ↑  . 凤凰聚焦. 2015-06-09. （原始内容存档于2016-01-11）.
52. ↑  . 侨报网. 2015-06-10  [2015-06-11]. （原始内容存档于2015-06-11）.
53. ↑  . 美国之音. 2015-06-14. （原始内容存档于2016-03-05）.
54. ↑  . 博讯网. 2015年6月14日. （原始内容存档于2015年12月8日）.
55. ↑  . 中国新闻网(北京). 2015-06-26. （原始内容存档于2015-06-26）.
56. ↑  . 文汇网. 2015-11-09  [2015-11-09]. （原始内容存档于2016-03-04）.
57. ↑  . 大公报. 2016-08-15. （原始内容存档于2016-08-16）.
58. ↑  . BBC. 2016-09-15. （原始内容存档于2016-09-15）.
59. ↑  .   [2018-02-05]. （原始内容存档于2021-09-17）.
60. ↑  . The Star.   [2021-12-27]. （原始内容存档于2021-12-28） （英语）.
61. ↑  . www.aljazeera.com.   [2022-01-15]. （原始内容存档于2022-03-01） （英语）.
62. ↑  . 环球网. 2022-09-02  [2022-09-02]. （原始内容存档于2022-11-09）.
63. ↑  .   [2022-09-29]. （原始内容存档于2022-11-09）.
64. ↑  . 半岛电视台中文网. 2022-10-12  [2022-10-13]. （原始内容存档于2022-11-26）.
65. ↑  . 美国之音. 2023-07-28  [2023-07-31]. （原始内容存档于2023-07-31） （中文）.
66. ↑  . BBC News. 2023-09-06  [2023-09-15]. （原始内容存档于2023-09-21） （英国英语）.
67. ↑  Macaskill, Andrew. . Reuters. 2023-09-12  [2023-09-15]. （原始内容存档于2023-09-13） （英语）.
68. ↑  Olarn, Akanksha Sharma,Kocha. . CNN. 2023-09-14  [2023-09-15]. （原始内容存档于2023-09-19） （英语）.
69. ↑  . Yahoo News. 法新社. 2023-09-14  [2023-09-15] （中文（香港））.
70. ↑  . RFI - 法国国际广播电台. 2024-04-17  [2024-04-18]. （原始内容存档于2024-04-18） （中文）.
71. ↑  . Reuters. 2007-10-17  [2010-12-28]. （原始内容存档于2015-12-09）.
72. ↑  . The Ismaili. 2009-06-19  [2010-12-28]. （原始内容存档于2011年1月4日）.
73. 1 2  . Corriere. 2013-10-30. （原始内容存档于2013-11-01）.
74. 1 2  . Quotidiano.it. 2013-10-30. （原始内容存档于2013-11-01）.
75. ↑  . 香港大學. 2012年11月21日. （原始内容存档于2013年10月30日）.
76. ↑  . 网易新闻. 2012-06-21  [2012-06-21]. （原始内容存档于2012-06-24） （中文（中国大陆））.
77. ↑  中国日报. . 新浪网. 2010-11-16  [2015-11-11]. （原始内容存档于2016-02-01）.
78. ↑  联合国指缅甸“清洗”罗兴亚族穆斯林，聯合早報，2016-11-26
79. ↑  Storm.mg. .   [2016-10-27]. （原始内容存档于2016-10-28）.
80. ↑  .   [2016-10-27]. （原始内容存档于2016-10-28）.
81. ↑  .   [2016-10-27]. （原始内容存档于2016-10-28）.
82. ↑  .   [2016-10-27]. （原始内容存档于2017-01-13）.
83. ↑  .   [2016-11-25]. （原始内容存档于2016-11-26）.
84. ↑  .   [2016-11-25]. （原始内容存档于2016-11-26）.
85. ↑  .   [2016-11-25]. （原始内容存档于2016-11-26）.
86. ↑  .   [2016-11-25]. （原始内容存档于2016-11-26）.
87. ↑  .   [2016-12-22]. （原始内容存档于2016-12-23）.
88. ↑  羅興亞人問題：11位諾獎得主指責緬甸"種族清洗" （页面存档备份，存于），BBC中文網，2016-13-31
89. ↑  羅興亞人遭屠殺 馬拉拉籲翁山蘇姬停止惡行 （页面存档备份，存于），中國時報，2017-09-04
90. ↑  馬拉拉關注緬甸軍迫害羅興亞人 冀昂山素姬發聲 （页面存档备份，存于），星島日報，2017-09-05
91. ↑  晚报：昂山素姬首回应若开邦冲突、只字不提罗兴亚族困境，逾34万网民吁褫夺其和平奖 （页面存档备份，存于），端傳媒，2017-09-06
92. ↑  .   [2017-09-20]. （原始内容存档于2017-09-20）.
93. ↑  .   [2017-09-20]. （原始内容存档于2017-09-20）.
94. ↑  . times.hinet.net.   [2017-11-28]. （原始内容存档于2017-12-01）.
95. ↑  聯合國報告：昂山素姬助長暴行　 緬軍圖滅絕羅興亞人　6高層涉戰爭罪 （页面存档备份，存于） 蘋果日報 2018-08-28
96. ↑  联合国呼吁以种族灭绝罪起诉缅甸军方指挥官 （页面存档备份，存于） 2018年8月28日 英国金融时报
97. ↑  【专题报道】罗兴亚难民危机一周年——联合国事实调查团：缅甸军方涉嫌种族灭绝、危害人类和战争罪 （页面存档备份，存于） 联合国新闻 2018-08-27
98. ↑  Beech, Hannah; Nang, Saw. . The New York Times. 2019-12-10  [2019-12-10]. ISSN 0362-4331. （原始内容存档于2019-12-10） （美国英语）.
99. ↑  . www.themalaysianinsight.com.   [2021-01-06]. （原始内容存档于2021-05-06） （中文）.
100. ↑  . BBC. 2017-10-03. （原始内容存档于2019-05-25）.
101. ↑  羅興亞危機 翁山蘇姬遭牛津市褫奪榮譽市民 （页面存档备份，存于）.2017-11-28
102. ↑  . now新聞台. 2017-12-14  [2018-05-30]. （原始内容存档于2017-12-14）.
103. ↑  . 明報加東網. 2017-12-15  [2018-05-30]. （原始内容存档于2018-06-12）.
104. ↑  缅甸恐袭1年后 西方媒体质问:咋还没惩办昂山素季 （页面存档备份，存于）2018-08-26  观察者网
105. ↑  . NY Times.   [2018-09-09]. （原始内容存档于2018-10-03）.
106. ↑  Beake, Nick. . BBC. 2018-11-12  [2018-11-12]. （原始内容存档于2018-11-13）.
107. ↑  . ASEAN PLUS 南洋誌. 2016-11-14. （原始内容存档于2018-11-13）.
108. ↑  . The News Lens 關鍵評論. 2016-10-28. （原始内容存档于2016-10-28）.
109. ↑  . 中央廣播電台. 2017-07-06. （原始内容存档于2018-11-13）.
110. ↑  . 上報 UP Media. 2017-07-21. （原始内容存档于2017-07-22）.
111. ↑  . TVBS NEWS. 2018-09-04  [2018-11-12]. （原始内容存档于2021-09-17）.
112. ↑  . Voice of America.   [2013-12-29]. （原始内容存档于2016-02-04）.
113. ↑  . Asianewsnet.net. 2013-12-23  [2013-12-29]. （原始内容存档于2013年12月23日）.
114. ↑  Associated Press in Rangoon. . The Guardian. 2012-06-15  [2013-12-29]. （原始内容存档于2018-01-25）.

### 书目
- Combs, Daniel. Until the World Shatters: Truth, Lies, and the Looting of Myanmar (2021).
- Aung Zaw. . Chiang Mai: Mekong Press. 2014.
- Aung San Suu Kyi (Modern Peacemakers) (2007) by Judy L. Hasday, ISBN 978-0-7910-9435-8
- The Lady: Aung San Suu Kyi: Nobel Laureate and Burma's Prisoner (2002) by Barbara Victor, ISBN 978-0-571-21177-7, or 1998 hardcover: ISBN 978-0-571-19944-0
- The Lady and the Peacock: The Life of Aung San Suu Kyi (2012) by Peter Popham, ISBN 978-1-61519-064-5
- Perfect Hostage: A Life of Aung San Suu Kyi (2007) by Justin Wintle, ISBN 978-0-09-179681-5
- Tyrants: The World's 20 Worst Living Dictators (2006) by David Wallechinsky, ISBN 978-0-06-059004-8
- Aung San Suu Kyi (Trailblazers of the Modern World) (2004) by William Thomas, ISBN 978-0-8368-5263-9
- No Logo: No Space, No Choice, No Jobs (2002) by Naomi Klein ISBN 978-0-312-42143-4
- Mental culture in Burmese crisis politics: Aung San Suu Kyi and the National League for Democracy （页面存档备份，存于） (ILCAA Study of Languages and Cultures of Asia and Africa Monograph Series) (1999) by Gustaaf Houtman, ISBN 978-4-87297-748-6
- Aung San Suu Kyi: Standing Up for Democracy in Burma (Women Changing the World) (1998) by Bettina Ling ISBN 978-1-55861-197-9
- Prisoner for Peace: Aung San Suu Kyi and Burma's Struggle for Democracy (Champions of Freedom Series) (1994) by John Parenteau, ISBN 978-1-883846-05-3
- Des femmes prix Nobel de Marie Curie à Aung San Suu Kyi, 1903–1991 (1992) by Charlotte Kerner, Nicole Casanova, Gidske Anderson, ISBN 978-2-7210-0427-7
- Aung San Suu Kyi, towards a new freedom (1998) by Chin Geok Ang ISBN 978-981-4024-30-3
- Aung San Suu Kyi's struggle: Its principles and strategy (1997) by Mikio Oishi ISBN 978-983-9861-06-8
- Finding George Orwell in Burma (2004) by Emma Larkin ISBN 0-14-303711-0
- Character Is Destiny: Inspiring Stories Every Young Person Should Know and Every Adult Should Remember (2005) by John McCain, Mark Salter. Random House ISBN 978-1-4000-6412-0
- Silverstein, Josef.  (PDF). Pacific Affairs. Summer 1996, 69 (2): 211–228  [2022-05-13]. ISSN 0030-851X. JSTOR 2760725. doi:10.2307/2760725. （原始内容 (PDF)存档于2022-01-07）.
- Under the Dragon: A Journey Through Burma (1998/2010) by Rory MacLean ISBN 978-1-84511-622-4
- Richard, Shannon. . London: OBERON Books Ltd. 2007-01-08  [2016-10-05]. ISBN 9781849438919. （原始内容存档于2021-04-24）.

## 外部連結
- Aung San Suu Kyi's website (Site appears to be inactive. Last posting was in July 2014)
- 开放图书馆中翁山蘇姬的著作
- 翁山蘇姬在《紐約時報》上的節選新聞及評論
- C-SPAN內的頁面（英文）

| 官衔                                          | 官衔                                                      | 官衔              |
| --------------------------------------------- | --------------------------------------------------------- | ----------------- |
| 前任者： 首任 登盛（总理；2011年）            | 緬甸国务资政 2016年4月–2021年2月                          | 懸空              |
| 政府职务                                      |                                                           |                   |
| 前任者： 溫納貌倫                             | 緬甸外交部部長 2016年3月–2021年2月                        | 繼任者： 溫納貌倫 |
| 前任者： 登紐、梭貌、梭登、昂民、拉吞、丁乃登 | 緬甸總統府事務部部長 2016年3月–2021年2月                  | 繼任者： 懸空     |
| 政党职务                                      |                                                           |                   |
| 前任者： Aung Shwe                            | 缅甸全国民主联盟中央执行委员会主席 2011年11月–            | 現任              |
| 新頭銜                                        | 缅甸全国民主联盟中央执行委员会总书记 1988年9月–2011年11月 | 废除              |
| 議會席位                                      |                                                           |                   |
| 前任者： 蘇一·提勒                            | 缅甸高穆区人民议会议员 2012年5月–                         | 現任              |

1. ↑  政黨於2023年遭解散。翁山仍為實際上反對領導人。
2. ↑  軍政府執政後成為實際上的反對派領袖